# Crucihammus sumatranus
Crucihammus sumatranus är en skalbaggsart som beskrevs av Stefan von Breuning 1954. Crucihammus sumatranus ingår i släktet Crucihammus och familjen långhorningar. Inga underarter finns listade i Catalogue of Life.